# 권태양
권태양(權泰陽, ?~1966년)은 해방 직후 한국의 정치인이자 김규식의 비서였다. 김규식의 비서였던 송남헌의 추천으로 김규식의 비서가 되었으나 그는 조선공산당의 박헌영, 성시백(成始伯) 등이 김규식의 주변에 심은 첩자였다.
본래 박헌영이 보낸 첩자로 김규식의 삼청장에 투입되었으나 후에 노선을 변경하여 김일성의 직계인 성시백의 수하가 되었다. 송남헌과 강원룡은 그를 의심하였고, 뒤에 송남헌은 그가 첩자라는 정보를 입수해 기록으로 남겼다.

## 활동

### 김규식 주변에 침투
1946년 조선적십자사 총재로 추대된 김규식은 박헌영을 미워하여 조선적십자사 이사로 박헌영이 참여하자 박헌영이 이사로 있는 곳에서는 일못한다고 항의하기도 했다. 그러나 다른 정치인들에게 프락치를 심었던 박헌영은 김규식에게도 프락치를 보냈다.
김규식의 삼청장에 파견된 기자 이본영은 그를 '일종의 박헌영 프락치'라 지목했다. 송남헌 역시 권태양이 프락치였다고 증언했다. 민족자주연맹의 비서처장으로 있던 송남헌은 그에게 권태양을 추천했다. 그러나 송남헌은 뒤에 증언하면서 '권태양은 내밑에 있던 사람으로 내가 추천해서 썼다', '(권태양은) 성시백의 바로 직계이다. 내가 감쪽같이 속았지, 성시백이 선이라는 것을 전혀 몰랐'다고 진술했다. 김규식의 다른 측근이었던 목사 강원룡도 그를 첩자로 의심하였다.
조선공산당이 남조선로동당과 북조선로동당으로 분열될 때 그는 성시백을 따라 북조선로동당 김일성 계열에서 활동했다.

### 한국 전쟁 당시
1950년 6월 28일 한국 전쟁때 북한 인민군이 서울을 점령했다. 북한 인민군이 남한의 정치인들을 소환할 때 김규식 역시 소환을 재촉하자 김규식의 아들 김진동이 아버지를 동행하려 하였으나 비서인 권태양이 그와 함께 나갔다.
권태양은 김규식을 서울을 점령한 공산주의자들에게 인도했다. 목사 강원룡의 증언에 의하면 한국 전쟁 당시 공산 치하의 서울에서 권태양이 박소붕이라는 사람에게 '당신 지금 내가 누군지 알고 이러는 거야? 함부로 떠들지 말아.'라고 하는 말과 그뒤에 박소붕에게 뭐라 하자 박소붕의 태도가 싹 달라지는 것을 보고 권태양의 정체를 의심하였다. 남북협상에 기대를 걸지 않던 김규식은 북에 가지 않을 목적으로 그를 보냈으나, 그가 김규식이 북에 가도록 일을 만든 것은 아닌가 하고 의혹을 제기하였다.
김규식의 비서였던 송남헌은 권태양(權泰陽)이 성시백이 보낸 프락치라고 증언하였다. 송남헌은 한국정신문화연구원 한민족문화연구소 기자와의 인터뷰에서 도처에 공산당의 프락치들이 들어가지 않은 곳에 없었다고 증언하였고 '권태양은 내(송남헌)가 속을 정도로 은밀히 활동하였'다고 진술했다. 송남헌은 또한 '권태양이 성시백의 직접선'이라 하였고 '8월 25일 공산당에서 하는 해주회의에도 갔다' 고 진술했다.

### 최후
1966년에 사망했다. 사후 그에게는 최고인민회의 상임위원회 정령으로 '조국통일상'이 수여되었다.

## 상훈
- 조선민주주의인민공화국 조국통일상

## 같이 보기
| - 조선공산당 - 북조선로동당 - 박헌영 - 성시백 - 김규식 - 송남헌 - 강원룡 - 한국 전쟁 | - 정치 공작 - 김일성 - 여운형 - 프락치 |